# Мечеть Низами
Мече́ть Низами́ (англ. Nizamiye Mosque) расположена в северной части Йоханнесбурга, ЮАР. Претендует на то, чтобы быть крупнейшей в этом регионе Африки. Выстроена в элегантном османском стиле и напоминает турецкую мечеть Селимие.

## История
74-летний турецкий филантроп Али Катирджиоглу (Ali Katircioglu) первоначально хотел реализовать этот проект в Америке, но по совету Фетхуллаха Гюлена перенёс строительство в ЮАР, где мечеть была бы более полезна.
Строительство мечети началось в 1 октября 2009 года.
Вместе с мечетью были построены школа, интернат и торговый центр с традиционным турецким рестораном.
По инициативе бывшего президента ЮАР Нельсона Манделы в состав строящегося комплекса включили клинику.
Комплекс декорирован уникальными произведениями искусства, мраморными полами, картинами в стиле Ебру, импортированными из Турции.
Церемония официального открытия с участием президента ЮАР Джейкоба Зума состоялась 4 октября 2012 года.
Мечеть была названа в честь медресе Низамия, построенных Низам аль-Мульком в XI в. в Иране.

## Архитектура
План мечети был основан на Мечети Селимие, возведённой зодчим Синаном в XVI веке в городе Эдирне. Проект мечети был разработан в Турции и адаптирован южно-африканским архитектором под строительные стандарты Южной Африки. Мечеть Низами была уменьшена по сравнению с мечетью Селимие в соотношении 80%.
Мечеть имеет главный купол, высотой 31 м и диаметром 24 м, 4 дополнительных полукупола и 21 малый купол. К мечети примыкают 4 минарета высотой 55 м, имеющие лестницы, ведущие к трем платформам. 232 окна мечети забраны витражными стёклами. Внутри мечеть декорирована подлинной турецкой керамикой на стенах и каллиграфией на потолке. Купол украшен узором в турецком стиле, изготовленный на заказ ковёр под ним является его точным отражением.

## Школа
Школа при мечети, открытая в январе 2012 года, может вместить до 850 учеников. Директором школы назначен известный педагог, Исах Туран. Учебный план включает исламоведение, которое входит в программу южноафриканского светского образования. Преподавание ведётся на английском языке, но изучение арабского и турецкого языка также входит в школьный курс. Классы делятся с 0 по 12. Начальное образование предоставляется ученикам обоих полов, начиная с 8 класса в школе учатся только юноши. При школе имеется интернат для 300 мальчиков.